# Surtauville
Surtauville település Franciaországban, Eure megyében. Lakosainak száma 489 fő (2022. január 1.). Surtauville Venon községgel határos.

## Népesség
A település népessége az elmúlt években az alábbi módon változott:
| Lakosok száma | 246  | 284  | 334  | 400  | 486  | 486  | 486  | 492  | 491  | 489  |
|               | 1968 | 1982 | 1990 | 2006 | 2013 | 2015 | 2017 | 2019 | 2020 | 2022 |